# سه راهزن
سه راهزن کتابی برای کودکان نوشتهٔ تومی اونگرر است. جین دیچ در سال ۱۹۷۲ از این کتاب یک انیمیشن ۶ دقیقه‌ای اقتباس کرد و هایو فریتاگ نیز در سال ۲۰۰۷ یک انیمیشن سینمایی را از این اثر اقتباس کرد.

## فیلم
هایو فریتاگ از این کتاب یک فیلم بلند اقتباس کرد که در اواسط سال ۲۰۰۷ اکران شد. یک نسخهٔ انگلیسی بعدها از این اثر منتشر شد که در آن داستان اصلی نوشتهٔ تومی اونگرر و بخشی از فیلم اصلی نیز برای کوتاه کردن آن حذف شده و یک تم هالووین با راوی جدید به آن اضافه شده است.